# .vn
.vn — национальный домен верхнего уровня для Вьетнама.

## История
Вьетнамский сегмент интернета использовал домен верхнего уровня (ccTLD) Австралии (.au) пока в 1994 году сотрудники департамента развития технологий Министерства науки, технологий и окружающей среды Вьетнама при помощи профессора Австралийского национального университета Роба Хёрла не зарегистрировали в APNIC ccTLD .vn. Право регистрации имён в новой доменной зоне было предоставлено организациям и частным лицам. Первоначально управление зоной осуществлял Институт информационных технологий Вьетнамской академии наук, затем — компания NetNam, в 1997 году управление было передано почте. В настоящее время зоной управляет созданная в 2000 году организация Vietnam Internet Network Information Center (VNNIC).

## В настоящее время
На начало 2020 года в ccTLD .vn насчитывалось около 500 тысяч активных имён, более десяти тысяч имён регистрируется каждый месяц. Работу зоны поддерживают семь кластеров серверов DNS, пять из которых находятся во Вьетнаме и два за рубежом, они распределены по 70 точкам, где наиболее часты запросы в зону .vn.

## Список поддоменов второго уровня
Доменное имя может быть зарегистрировано как в корневом домене .vn, так и в одном из специализированных доменов второго уровня.
| ccSLD     | Использование                                                                   |
| --------- | ------------------------------------------------------------------------------- |
| com.vn    | бизнес                                                                          |
| biz.vn    | бизнес; эквивалент com.vn                                                       |
| edu.vn    | образование                                                                     |
| gov.vn    | власть и правительство (государственные и местные)                              |
| net.vn    | предоставление онлайн-сервисов                                                  |
| org.vn    | организации, участвующие в политической, культурной или социальной деятельности |
| int.vn    | вьетнамские международные организации                                           |
| ac.vn     | исследовательская деятельность                                                  |
| pro.vn    | специализированная деятельность                                                 |
| info.vn   | создание и распространение информации                                           |
| health.vn | медицина и фармацевтика                                                         |
| name.vn   | частные лица, деятельность которых связана с Интернетом                         |
| mil.vn    | военные и оборонные организации                                                 |